# Spearman, Texas
Spearman är administrativ huvudort i Hansford County i Texas. Orten har fått sitt namn efter Thomas E. Spearman som var vicedirektör vid järnvägsbolaget North Texas and Santa Fe Railway. Enligt 2010 års folkräkning hade Spearman 3 368 invånare.